# Carica di Pickett
Con la denominazione di Carica di Pickett (Pickett's Charge) si indica tradizionalmente nella storiografia statunitense il grande attacco finale delle fanterie confederate contro le linee dell'Unione il terzo giorno della cruciale battaglia di Gettysburg, durante la guerra civile americana. L'attacco frontale, sferrato nel primo pomeriggio del 3 luglio 1863 contro le posizioni nordiste schierate sul leggero pendio della cosiddetta Cemetery Ridge, non venne in realtà condotto dalla sola divisione virginiana comandata dal generale George Pickett, ma anche da numerose altre brigate appartenenti alle divisioni dei generali Henry Heth e William Dorsey Pender (guidate al momento dai generali James Johnston Pettigrew e Isaac Ridgeway Trimble), anche se furono effettivamente i virginiani del generale Pickett che riuscirono a raggiungere le linee federali e ad intaccarle parzialmente, prima di essere respinte con perdite gravissime.
La disperata carica frontale allo scoperto, condotta con grande determinazione e spirito di sacrificio dalla fanteria confederata si concluse con un totale fallimento e con perdite catastrofiche, pregiudicando definitivamente l'esito della battaglia per l'Armata Confederata della Virginia Settentrionale del generale Robert Edward Lee, ma rimane un esempio epico ormai quasi leggendario del valore e del coraggio dei confederati durante la guerra civile.

## Il terzo giorno a Gettysburg

### Situazione tattica e decisioni del generale Lee
Gli aspri combattimenti del 2 luglio 1863 si erano conclusi senza risultati decisivi e con pesanti perdite per entrambe le parti; nonostante una serie di violenti attacchi i reparti confederati dell'Armata della Virginia Settentrionale non erano riusciti neppure in questa seconda giornata di battaglia ad ottenere un successo definitivo. Le perdite tra alcune divisioni scelte dell'armata del generale Lee erano state molto elevate; anche molti ufficiali che spesso avevano diretto dalla prima linea gli attacchi erano caduti. Il generale John Bell Hood e il generale William Dorsey Pender, comandanti di due divisioni rispettivamente del I e del III corpo d'armata confederato, erano stati gravemente feriti, il secondo ufficiale sarebbe morto nei giorni seguenti; i generali di brigata Barksdale, Semmes e Avery erano morti, i generali di brigata J.M. Jones e G.T. Anderson erano seriamente feriti.

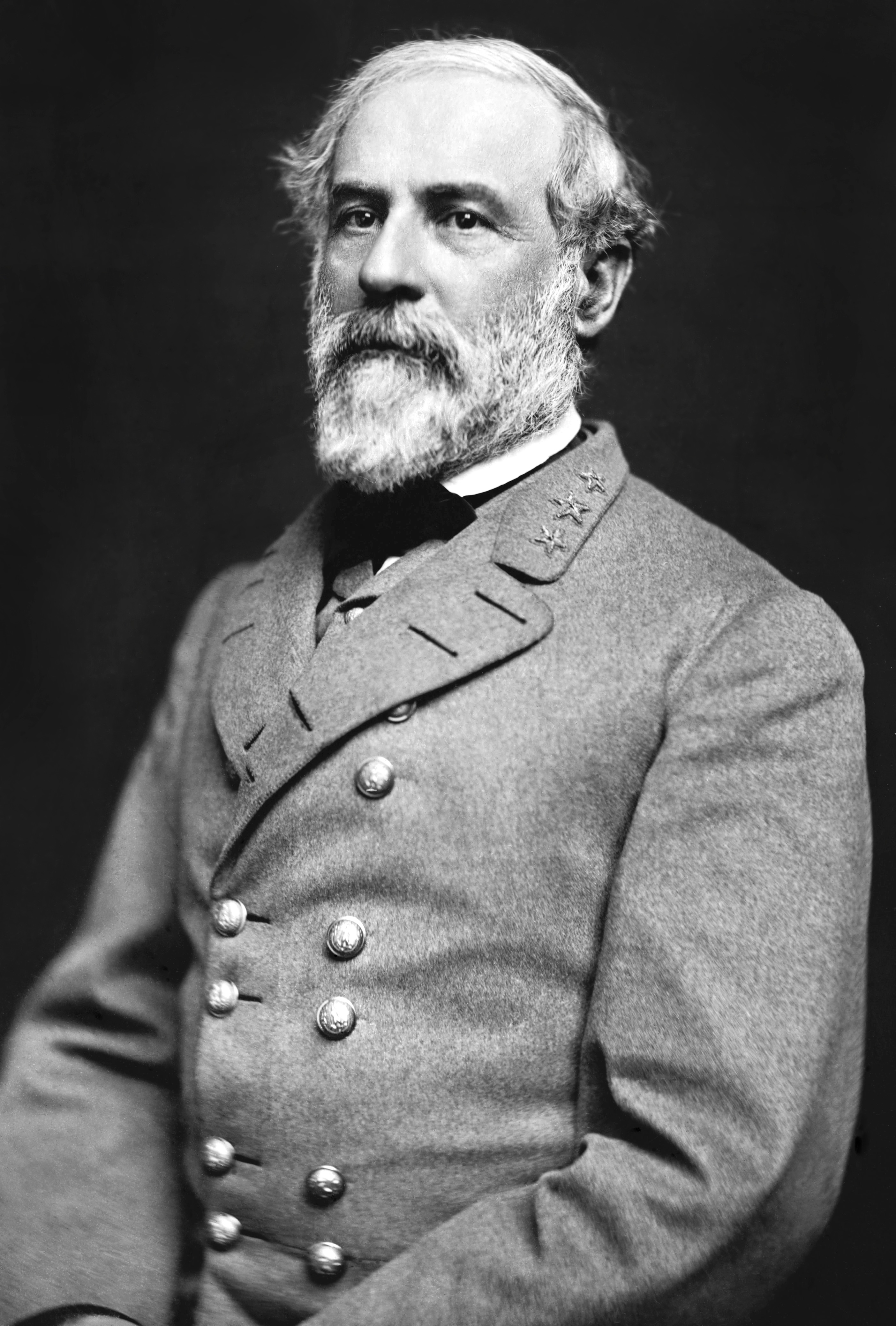
Il generale Robert Edward Lee, comandante in capo dell'Armata della Virginia Settentrionale.

Il piano del generale Lee nel complesso era fallito: soprattutto a causa di errori di esecuzione e dello scarso coordinamento degli attacchi, l'assalto confederato non era riuscito a superare la resistenza delle truppe federali che pur a costo di gravi perdite erano riuscite a mantenere il possesso delle posizioni più importanti. Le divisioni del generale Hood e del generale Lafayette McLaws avevano guadagnato terreno, ma l'altura più importante sul fianco sinistro dell'Armata del Potomac, il Little Round Top, non era stata conquistata; al centro le brigate dei generali Ambrose Wright e Cadmus Wilcox avevano raggiunto le linee federali, ma erano state respinte dal Cemetery Ridge. Sul fianco sinistro dell'Armata della Virginia Settentrionale, il generale Jubal Early era quasi riuscito a conquistare Cemetery Hill ma a causa del mancato sostegno delle truppe del II corpo d'armata del generale Richard Ewell anche questa occasione era andata perduta.
Nonostante questi insuccessi e l'evidente solidità delle linee federali ancorate sulle due ali alle alture del Little Round Top e di Cemetery Hill, il generale Lee rimaneva fiducioso di poter ancora raggiungere una vittoria decisiva. Egli sapeva che, nonostante le gravi perdite, il morale della sua armata era ancora molto alto; Lee aveva piena fiducia nella combattività dei suoi soldati e riteneva possibile sferrare un ultimo attacco generale, possibilmente meglio coordinato nello spazio e nel tempo, e sfondare le linee del nemico. Inoltre il generale confederato valutava positivamente i risultati tattici già raggiunti. Dalle posizioni conquistate sul fianco destro nemico e soprattutto al centro lungo la Emmitsburg Road e il cosiddetto "frutteto di peschi", le sue truppe avrebbero potuto schierarsi e ritentare un attacco. Le possibilità di successo apparivano buone soprattutto al centro sul Cemetery Ridge dove in precedenza il generale Wright aveva quasi sfondato le linee federali.

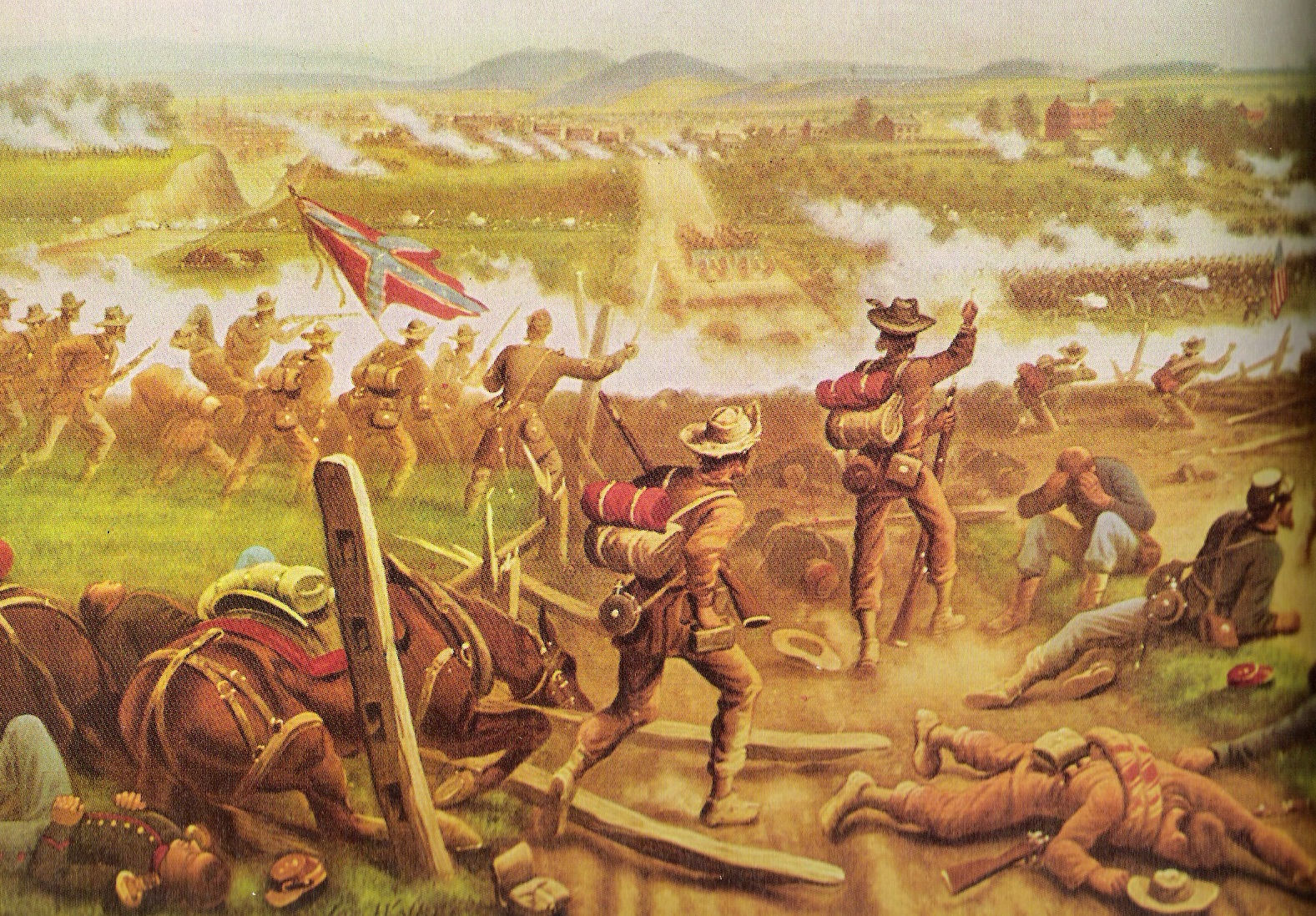
Le truppe confederate dell'Armata della Virginia Settentrionale attaccano le linee dell'Armata del Potomac il 1º luglio 1863, primo giorno della battaglia di Gettysburg.

Il generale Lee riteneva di avere ancora forze sufficienti per combattere un terzo giorno a Gettysburg, nonostante le perdite subite; nel pomeriggio era arrivata sul campo di battaglia la divisione virginiana del generale George Pickett e il comandante dell'Armata della Virginia Settentrionale intendeva impegnarla dopo un breve riposo il mattino successivo. Altri reparti erano ancora in piena efficienza e relativamente freschi: le divisioni dei generali Edward Johnson e Pender, parte della divisione del generale Jubal A. Early, le brigate dei generali Mahone e Posey. Erano attese inoltre altre due brigate di cavalleria.
Il generale Lee quindi decise che il 3 luglio 1863 la sua armata avrebbe sferrato nuovi attacchi sperando finalmente di mettere in rotta il nemico e aprirsi la strada per Philadelphia. Nella serata inviò i primi ordini generali di attacco sia al generale Ewell che al generale James Longstreet; quest'ultimo al termine della giornata del 2 luglio non si era recato al quartier generale dell'armata a conferire con il comandante in capo ma si era limitato ad inviare un resoconto scritto; gli ammetteva che i suoi attacchi non avevano raggiunto il successo atteso. Nelle sue memorie il presidente Jefferson Davis ha criticato la decisione del generale Lee di rimanere e combattere il terzo giorno a Gettysburg ed ha affermato che l'esercito sudista avrebbe dovuto invece ritirarsi dopo il secondo giorno.
Nel primo mattino del 3 luglio 1863 il generale Lee si recò con il suo stato maggiore al quartier generale del I corpo d'armata del generale Longstreet; egli fu sorpreso di non vedere preparativi per l'attacco che egli intendeva sferrare al più presto; non c'era segno neppure della divisione del generale Pickett che egli avrebbe voluto fosse già schierata lungo la Chambersburg Road. Il generale Longstreet accolse il comandante in capo al suo quartier generale; egli aveva preferito non eseguire subito gli ordini. Il generale espresse subito forti obiezioni al piano d'attacco. Il comandante del I corpo propose di rinunciare a rinnovare gli attacchi frontali ed invece organizzare in alternativa un vasto movimento aggirante sul fianco sinistro dell'Armata del Potomac che egli, dopo aver fatto esplorare il terreno dalle sue avanguardie, riteneva vulnerabile. Il generale Lee ascoltò con calma, senza dare segno di irritazione, le critiche del suo subordinato ma respinse il piano propostogli ribadendo che il nemico andava attaccato sul terreno dove era schierato e confermando che al più presto le tre divisioni raggruppate del I corpo d'armata, quelle dei generali Hood, McLaws e Pickett, avrebbero dovuto assaltare le linee dell'Unione nel settore di centrosinistra del fronte.
Il generale Longstreet era profondamente pessimista; a suo parere un simile attacco frontale sarebbe fallito, sulla base della sua lunga esperienza di guerra egli riteneva che neppure 15 000 soldati avrebbero potuto sfondare le linee federali sulle creste. Inoltre egli informò il generale Lee che le divisioni dei generali Hood e McLaws erano indebolite dalle perdite e fronteggiavano un nemico potente, esse non erano in grado di attaccare e, se si fossero sganciate per rischierarsi più a nord, i federali avrebbero potuto minacciare il fianco destro dei confederati. Il generale Lee non fu scosso dalle argomentazioni del comandante del I corpo; egli continuava a ritenere che un attacco in forze avrebbe potuto avere successo; estremamente sicuro del valore e della combattività dei suoi soldati che egli riteneva quasi invincibili, era fiducioso. Tuttavia accolse una parte degli argomenti del generale Longstreet; se le divisioni dei generali Hood e McLaws erano troppo deboli, esse sarebbero rimaste sulla difensiva, mentre l'attacco sarebbe stato spostato verso il centro delle linee federali aggregando alla divisione fresca del generale Pickett le quattro brigate della divisione del generale Heth e due brigate della divisione del generale Pender. Queste due ultime divisioni dipendevano dal III corpo d'armata del generale Ambrose Powell Hill ed erano state duramente impegnate negli scontri del primo giorno; entrambi i comandanti erano stati seriamente feriti e ora le due unità erano guidate dai generali James Johnston Pettigrew e Isaac Trimble.
Il generale Longstreet non condivideva l'ottimismo del generale Lee; egli, depresso e sfiduciato, fu amareggiato per la decisione del comandante in capo di rinunciare definitivamente a manovrare per costringere il nemico ad uscire dalle sue posizioni e spingerlo ad attaccare. Nonostante l'atteggiamento ostruzionistico e la scarsa convinzione del suo principale subordinato, il generale Lee decise ugualmente di affidare al generale Longstreet il comando diretto delle tre divisioni assegnate per l'attacco. Secondo lo scrittore Edward Stackpole il generale Lee avrebbe invece dovuto sostituire il generale Longstreet e assumere strettamente la direzione delle operazioni; le sue carenze di controllo e insufficiente autorità consentirono ai suoi subordinati di portare avanti i piani con scarsa energia, poca convinzione e mediocre coordinazione.

### L'Armata del Potomac

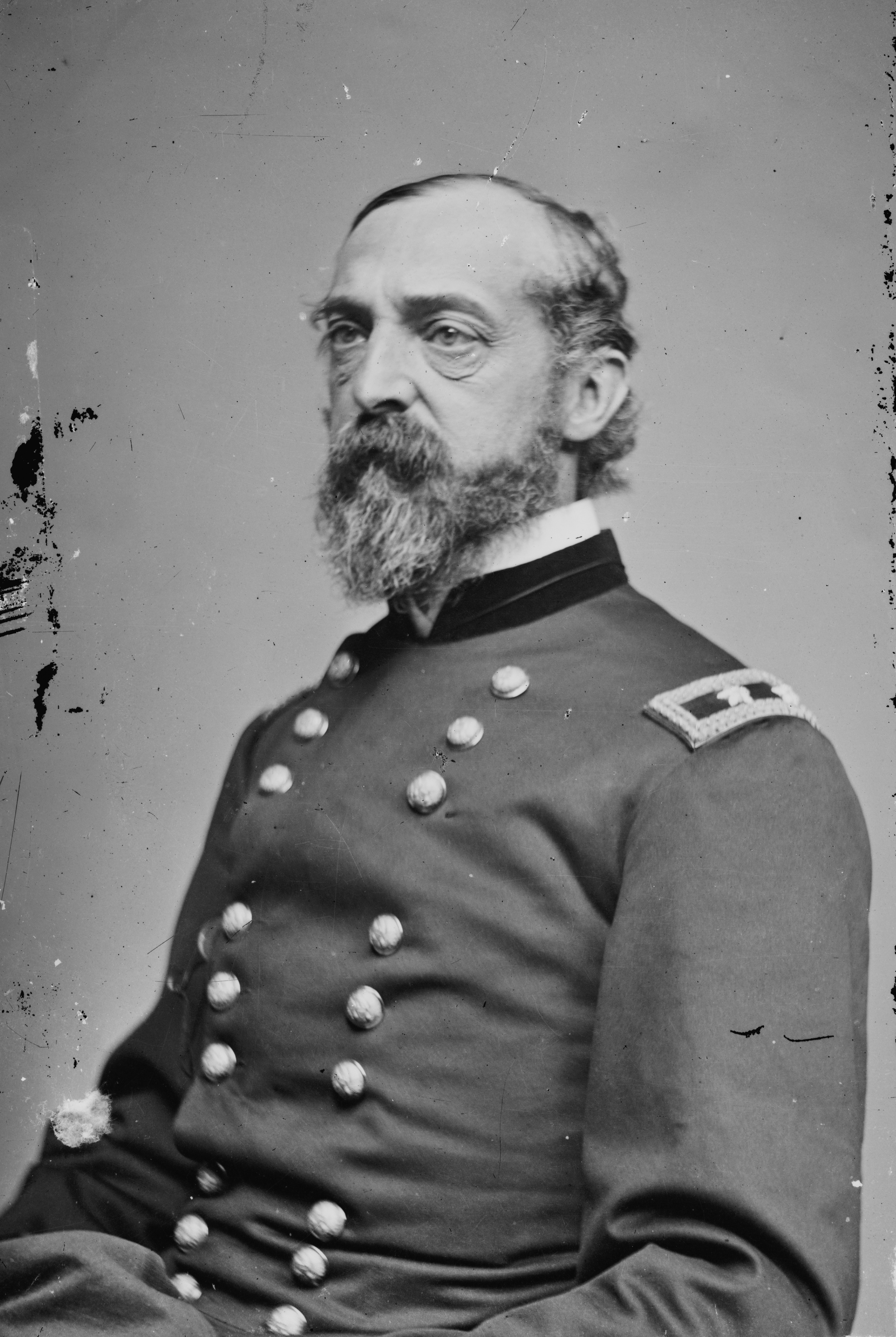
Il generale George G. Meade, comandante in capo dell'Armata del Potomac.

L'Armata del Potomac aveva subito pesanti perdite nei combattimenti del 2 luglio, ma era riuscita a evitare la sconfitta e aveva mantenuto il possesso delle posizioni tattiche più importanti. Nonostante la dura pressione, le truppe federali avevano combattuto bene e apparivano ancora combattive e fiduciose di poter respingere eventuali altri attacchi sfruttando anche la solidità delle loro difese sulle alture. Inoltre con il trascorrere del tempo l'armata si rafforzava numericamente grazie all'arrivo dei corpi d'armata più lontani che, assenti l'1 e il 2 luglio, stavano arrivando progressivamente sul campo di battaglia, nella giornata del 2 luglio erano finalmente giunti anche il V corpo del generale George Sykes, il VI corpo del generale John Sedgwick e le due divisioni di cavalleria dei generali Gregg e Kilpatrick; infine era arrivata al mattino del 2 luglio la potente riserva d'artiglieria al comando dell'abile generale Henry Jackson Hunt.
Il generale George Gordon Meade, comandante in capo dell'Armata del Potomac, era arrivato sul campo di battaglia nella notte del 1º luglio ed aveva condotto la battaglia difensiva del 2 luglio con qualche difficoltà ma riuscendo a mantenere la coesione del suo schieramento; alla fine del secondo giorno egli, calmo e riflessivo, era fiducioso di poter affrontare con successo un terzo giorno di battaglia. Il comandante in capo intendeva rimanere ancora sulla difensiva e riteneva di aver compreso gli intendimenti tattici del suo avversario. Al generale John Gibbon, comandante di una delle divisioni del II corpo d'armata del generale Winfield Scott Hancock, schierato sulla Cemetery Ridge, egli disse che se il generale Lee avesse attaccato il 3 luglio, avrebbe sferrato l'assalto contro le sue truppe al centro delle linee dell'Unione.
Durante la notte dal 2 al 3 luglio il generale Meade riunì i suoi principali generali al quartier generale situato in una piccola casa di campagna sulla Taneytown Road; a questa conferenza decisiva presero parte tutti i comandanti dei corpi d'armata tranne il generale Daniel Sickles, seriamente ferito nei combattimenti del giorno precedente. Erano presenti inoltre il capo di stato maggiore dell'armata, generale Daniel Butterfield, il capo del Genio, generale Gouverneur K. Warren, e due altri ufficiali comandanti di divisione, il generale John Gibbon e il generale Alpheus S. Williams.

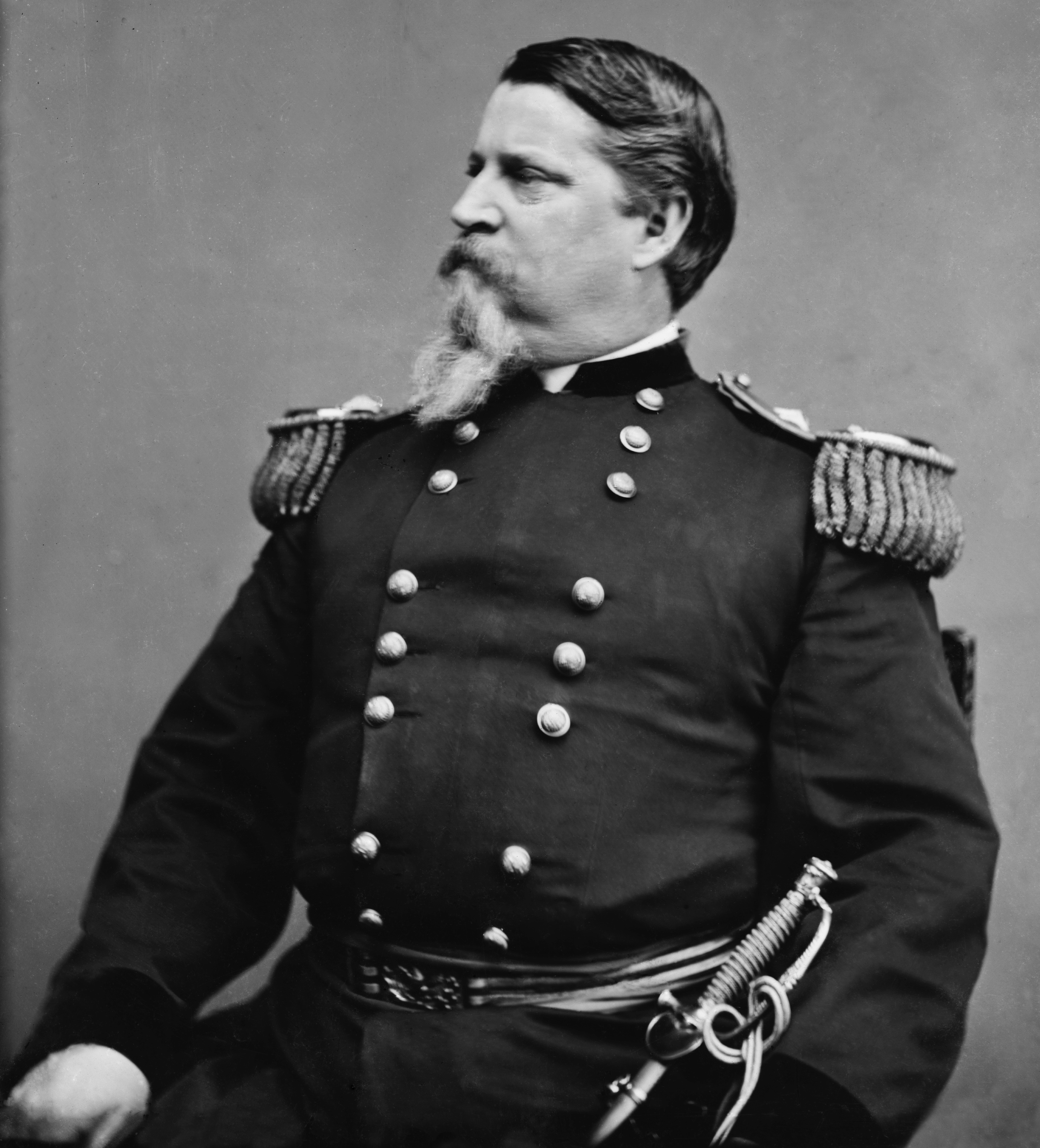
Il generale Winfield Scott Hancock, comandante del II corpo dell'Armata del Potomac.

In una lettera al fratello il tenente Frank Haskell, presente all'incontro, tracciò un efficace ritratto dei partecipanti e dell'atmosfera di questa cruciale riunione; il giovane ufficiale descrisse il generale Meade, alto, con la folta barba, i capelli grigi, poco curato nell'uniforme; poi il generale Sedgwick, pesante, massiccio, muscoloso, calmo, modesto, soprannominato lo "zio John", il generale Henry Warner Slocum, comandante del XII corpo, piccolo, con capelli e barba nera; il generale Oliver Otis Howard, comandante dell'XI corpo, di statura media, il più giovane di tutti, simpatico, ben vestito, mutilato di un braccio per una ferita durante la guerra, infine Il generale Hancock molto alto, signorile, dall'aspetto curato ed elegante. Anche il generale Gibbon ha lasciato un resoconto della conferenza notturna del 2-3 luglio 1863; la conversazione inizialmente fu informale e ogni generale fece un breve resoconto dei combattimenti precedenti e della situazione del suo reparto. Il generale John Newton, comandante temporaneo del I corpo, espresse dubbi sulla solidità delle posizioni dell'armata, ma gli altri generali al contrario manifestarono la ferma volontà di rimanere sul posto e accettare un terzo giorno di battaglia. Dal resoconto del generale Gibbon sembra che il generale Meade parlò poco ed apparentemente non pronunciò un chiaro commento sulla situazione, preferendo ascoltare le valutazioni degli altri. A questo punto, su proposta del generale Butterfield, si decise di riportare su un testo scritto l'opinione dei vari generali e il generale Meade concordò con il suo capo di stato maggiore.
Nel documento con le risposte scritte tutti gli ufficiali superiori presenti ritennero opportuno rimanere sulle posizioni, ma senza attaccare, attendendo che il nemico prendesse l'iniziativa; il generale Howard espresse propositi più aggressivi in caso di mancato attacco confederato, mentre i generali Hancock e Newton manifestarono preoccupazioni, in caso di attesa prolungata, per la sicurezza delle linee di comunicazione dell'Armata del Potomac. Al termine della riunione il generale Meade apparve determinato e tranquillo; fu in questa occasione che disse al generale Gibbon che prevedeva che il generale Lee avrebbe attaccato la sua divisione; secondo il comandante in capo il suo avversario, avendo fallito gli attacchi sui fianchi, se avesse rinnovato l'offensiva anche il 3 luglio avrebbe assaltato il centro delle linee federali; il generale Gibbon si dichiarò ottimista, egli era sicuro di poter sconfiggere il nemico se avesse attaccato le sue linee sul Cemetery Ridge.
Presa la decisione definitiva di rimanere sulle posizioni, durante la notte del 2-3 luglio le truppe federali furono impegnate a rafforzare le loro linee difensive in tutti i settori più esposti del fronte dell'Armata del Potomac; potenti concentrazioni di artiglieria vennero schierate sul Little Round Top e sul Cemetery Hill allo scopo di colpire con un efficace fuoco incrociato gli spazi aperti davanti al Cemetery Ridge.

### Fasi preparatorie e il grande bombardamento d'artiglieria

#### Schieramento delle forze confederate
Il generale Lee aveva quindi preso la sua decisione finale, nonostante le reiterate obiezioni del generale Longstreet; il comandante in capo era convinto che le sue "incomparabili" truppe avrebbero potuto sfondare le linee dell'Unione. Egli inoltre contava di indebolire preliminarmente le difese nemiche organizzando un massiccio schieramento di artiglieria che avrebbe aperto il fuoco prima dell'attacco della fanteria, sopprimendo il fuoco dei cannoni nemici e frantumando le linee federali. Il generale Lee, sulla base dell'andamento dei combattimenti dei giorni precedenti, considerava molto forti le posizioni nemiche sulle due ali, sul Little Round Top e sul Cemetery Hill, e quindi egli decise che l'assalto sarebbe stato sferrato al centro lungo la Cemetery Ridge, poco a nord del settore attaccato e quasi sfondato il 2 luglio dalla brigata georgiana del generale Ambrose Wright.

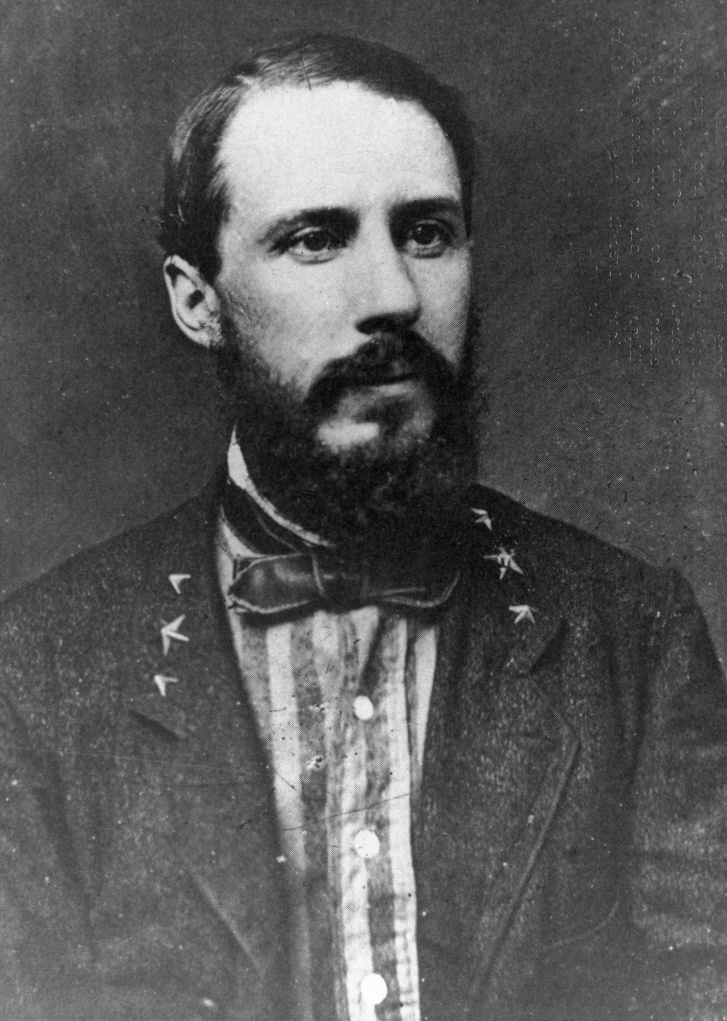
Il colonnello Edward Porter Alexander, comandante dell'artiglieria del I corpo d'armata confederato.

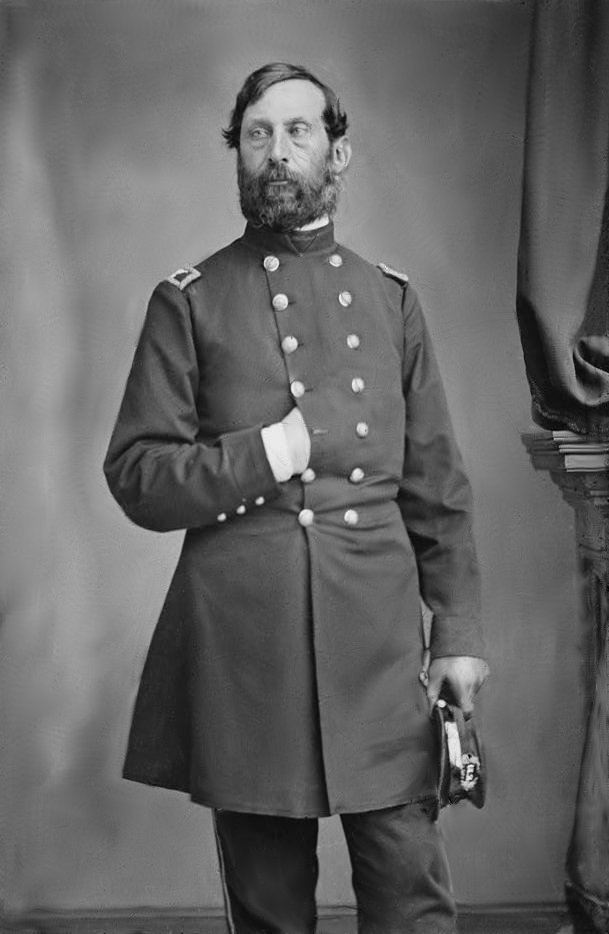
Il generale Henry Jackson Hunt, comandante della riserva d'artiglieria dell'Armata del Potomac.

Dopo il bombardamento delle artiglieria i soldati confederati sarebbero avanzati in massa e avrebbero attraversato il terreno scoperto di circa 1 700 metri prima di raggiungere e superare le difese dell'Unione sulla cresta. Il generale Lee sperava che l'attacco avrebbe spezzato in due tronconi l'Armata del Potomac che contemporaneamente sarebbe stata anche minacciata nelle retrovie dalla comparsa ad est della cavalleria del generale J.E.B. Stuart. Lo storico italiano Raimondo Luraghi ha paragonato il piano di battaglia adottato dal generale Lee alle concezioni tattiche impiegate da Alessandro Magno nella battaglia di Gaugamela e da Napoleone III nella battaglia di Solferino e San Martino. L'autore asserisce che le possibilità di successo dell'Armata della Virginia Settentrionale erano buone: l'armata era ancora una forza formidabile, con il morale altissimo e al massimo della sua efficienza; egli ritiene che in quel momento non fosse inferiore per capacità combattiva ad altri famosi eserciti della storia come le armate della Rivoluzione francese o le Legioni della Repubblica Romana.
Dopo aver preso la sua decisione definitiva, il generale Lee si recò a cavallo, insieme al cupo e pessimista generale Longstreet, a valutare il terreno e controllare accuratamente la dislocazione dell'artiglieria a cui il comandante in capo assegnava un ruolo decisivo per favorire il successo. In precedenza il colonnello A.L. Long, esperto artigliere, aveva rassicurato il generale affermando che i temuti cannoni nemici schierati sul Little Round Top, che potevano in teoria intralciare l'avanzata colpendo di fianco la fanteria sudista, avrebbero potuto essere ridotti al silenzio dal fuoco dell'artiglieria confederata. Confortato da questa valutazione, il generale Lee osservò lo schieramento dell'artiglieria del I corpo, affidata opportunamente dal generale Longstreet al comando del colonnello Edward Porter Alexander, probabilmente l'artigliere più capace dell'intera armata, se non dell'intera Confederazione.
Il colonnello Alexander fece avanzare 75 cannoni della riserva d'artiglieria del I corpo d'armata fino allo spazio aperto lungo la Emmitsburg Road sfruttando alcune irregolarità del terreno per mascherare in parte la posizione dei cannoni; in questo modo l'artiglieria venne a trovarsi schierata in posizione più avanzata rispetto alla fanteria e nel settore di sinistra del fronte d'attacco alcuni cannoni vennero posizionati a circa 600 metri dalle linee federali. Per rafforzare queste forze d'artiglieria venne assegnata al colonnello Alexander anche una batteria di cannoni appartenente al III corpo del generale Hill, mentre altri cannoni rimasero defilati più indietro lungo la Seminary Ridge; infine un altro battaglione d'artiglieria venne mantenuto di riserva. Nel complesso il colonnello Alexander aveva a disposizione circa 125 cannoni per colpire le linee nemiche e aprire la strada all'assalto della fanteria; nonostante la notevole potenza di fuoco di questa artiglieria, furono commessi alcuni errori tattici nello schieramento; in particolare non venne organizzato il tiro convergente contro i cannoni federali posizionati su Cemetery Hill.
Il generale Lee osservò personalmente l'attività degli artiglieri e si trattenne a lungo tra le linee per valutare la situazione e lo spirito delle truppe; egli appariva ansioso, ma fiducioso nelle eccellenti capacità dei suoi soldati; l'ottimismo del generale non sembrò turbato neppure dai dubbi espressi da alcuni esperti ufficiali. Conversando con il generale William T. Wofford, le cui truppe il 2 luglio avevano temporaneamente raggiunto il settore della Cemetery Ridge prima di ripiegare, egli fu sorpreso dal pessimismo dell'ufficiale che si disse convinto che un nuovo attacco in quel punto non avrebbe più potuto avere successo, avendo avuto tempo il nemico di rafforzare le sue difese.
Entro le ore 12.00 il colonnello Alexander completò l'accurato schieramento della sua artiglieria; nel frattempo i generali confederati stavano portando avanti le tre divisioni di fanteria destinate a sferrare il grande assalto. Anche se in un primo tempo il generale Lee aveva sperato di poter sferrare l'attacco entro le ore 10.00, il tempo occorrente per la concentrazione delle divisioni e dei cannoni impose una serie di rinvii. La divisione fresca del generale Pickett arrivò nell'area della battaglia solo verso le ore 10.00 e iniziò a posizionarsi al riparo sulla Seminary Ridge dove il generale Lee la passò in rassegna galvanizzando con la sua presenza i soldati della Virginia. Già in precedenza il generale aveva osservato le file della divisione in marcia di avvicinamento. La divisione guidata dal generale George Pickett, personaggio eccentrico e famoso tra i ranghi per il suo valore, era fresca e relativamente riposata non avendo partecipato ai combattimenti dei due giorni precedenti; interamente reclutata in Virginia, era costituita da tre brigate con quindici reggimenti, in gran parte veterani delle precedenti campagne.
La divisione del generale Pickett completò con abilità il suo schieramento raggiungendo le posizioni assegnate a ovest della Emmitsburg Road subito dietro le batterie dei cannoni del colonnello Alexander; nel frattempo anche gli altri reparti assegnati alla colonna d'assalto del generale Longstreet si stavano portando sulle posizioni di partenza. Le due brigate della divisione del generale Pender, ora al comando del generale Isaac Trimble, raggiunsero lo Spangler Wood sul fianco sinistro delle linee confederate, mentre in posizione più avanzata furono schierate le quattro brigate della divisione del generale Heth, comandate dal generale J. Johnston Pettigrew. Dopo una serie di schermaglie di avamposti intorno alle ore 12.00 in questo settore gli scontri cessarono. La giornata era molto calda e soleggiata.
A differenza dei reparti del generale Pickett, le brigate dei generali Pettigrew e Trimble assegnate dal generale Lee alla forza d'assalto principale erano già state duramente impegnate nei giorni precedenti e non erano in buone condizioni. Si trattava di truppe valorose ed esperte ma molto provate dalle perdite subite. Le due brigate del generale Trimble erano costituite da soldati della Carolina del Nord, mentre le quattro brigate del generale Pettigrew erano formate da truppe reclutate in Mississippi, Alabama, North Carolina, Virginia e Tennessee. Apparentemente il generale Lee non venne informato dai suoi subordinati delle deplorevoli condizioni di queste truppe e della loro debolezza; egli quindi ritenne che le sue forze fossero sufficienti a portare a termine la loro missione; è possibile che egli, se fosse stato a conoscenza di queste carenze, avrebbe modificato il suo schieramento e i suoi piani.

#### Ultime disposizioni tattiche
Mentre le truppe confederate si portavano sulle posizioni di partenza il generale Lee si recò in compagnia dei generali Longstreet e Hill nel settore della divisione del generale Pettigrew e studiò attentamente il terreno stabilendo gli ultimi dettagli tattici dell'assalto. Il generale confermò che il comando superiore sarebbe stato affidato al generale Longstreet che avrebbe potuto disporre se necessario di ulteriori forze rese disponibili dal III corpo del generale Hill; in particolare la brigata del generale Wilcox, reclutata in Alabama, e la brigata del colonnello David Lang, formata da soldati della Florida, sarebbero state tenute pronte sul fianco destro del fronte d'attacco. Anche la brigata della Carolina del Sud del colonnello Abner Perrin e quella georgiana del generale Wright avrebbero potuto eventualmente essere chiamate in azione. Il generale Hill richiese di poter impegnare tutto il suo corpo d'armata nell'attacco ma il comandante in capo rifiutò, ritenendo essenziale disporre della maggior parte di quella formazione come riserva tattica in caso di fallimento dell'assalto al Cemetery Ridge.
Il terreno scoperto che la fanteria confederata avrebbe dovuto attraversare prima di raggiungere la cresta era attraversato da nord a sud dalla Emmitsburg Road che seguiva un andamento lievemente diagonale verso est, distando circa 300 metri dalla Cemetery Ridge all'altezza dell'ala destra sudista e solo 130 metri sull'ala settentrionale. In questo modo mentre le truppe dell'ala destra sudista, costituite dai virginiani del generale Pickett si trovavano a breve distanza dalla strada che forniva una certa copertura, i reparti dell'ala sinistra del generale Pettigrew per una largo tratto iniziale avrebbero dovuto marciare su un terreno privo di ogni copertura. Il generale Lee osservò il terreno e individuò a distanza un settore delle linee nemiche che egli scelse come punto di convergenza tattica di tutte le brigate per effettuare lo sfondamento.
Egli indicò ai suoi generali un piccolo settore boscoso di alberi di quercia, conosciuto nella zona come il Ziegler's Grove ma che i confederati definirono "il piccolo gruppo di alberi". I generali osservarono anche che Cemetery Ridge, la cresta del Cimitero, era attraversata da nord a sud da un muro a secco, alto circa 2,5-3 piedi, che dopo aver seguito un andamento rettilineo da sud a nord, piegava ad angolo retto verso est poco a sud del boschetto di querce, quindi riprendeva il percorso verso nord dopo una seconda deviazione ad angolo retto. Il terreno compreso tra questi settori del muro a secco era lievemente più elevato dell'area circostante e formava una zona difensiva, definita semplicemente come "l'angolo", tatticamente importante per le difese federali. Il terreno scoperto compreso tra la Seminary Ridge e il muro a secco presente sulla Cemetery Ridge era solcato inoltre anche da una serie di basse recinzioni in legno che avrebbero potuto ostacolare la marcia di avvicinamento delle truppe.
L'obiettivo indicato dal generale Lee era molto ristretto e di conseguenza la grande forza di fanteria che si stava schierando avrebbe dovuto effettuare un complicato movimento convergente; in teoria il percorso che avrebbe dovuto percorrere la divisione del generale Pettigrew sarebbe stato più lungo rispetto a quello della divisione del generale Pickett, ma quest'ultima per convergere sul "piccolo gruppo di alberi" dalle sue posizioni di partenza a sud-ovest, avrebbe dovuto effettuare una difficile marcia in diagonale verso nord e quindi si sperava che le due forze sarebbero giunte al Ziegler's Grove praticamente nello stesso momento. La fanteria non si sarebbe mossa fino a che l'artiglieria non avesse completato il suo bombardamento e non avesse sufficientemente indebolito le difese nemiche e soprattutto l'artiglieria federale; nel frattempo le truppe destinate all'attacco sarebbero rimaste al coperto sul versante del Seminary Ridge, mentre gli ufficiali dalla cresta avrebbero osservato il terreno e gli effetti del fuoco dei cannoni.
Durante questa lunga fase preparatoria si verificarono errori e incomprensioni che influirono negativamente sull'esito dell'attacco per l'armata confederata. Lo schieramento della forza d'attacco previde la dislocazione sul fianco sinistro, vulnerabile a minacce nemiche da nord, delle brigate del colonnello John M. Brockenbrough e del generale Joseph R. Davis che erano le due formazioni più deboli della divisione del generale Pettigrew; disponevano di effettivi ridotti ed erano quasi privi di ufficiali esperti dopo le perdite subite i giorni precedenti; il generale Davis era stato catturato il 1º luglio e il colonnello Brockenbrough era seriamente ferito. Apparentemente nessuno dei comandanti superiori evidenziò queste carenze. Il generale Lee in realtà aveva previsto che le due brigate della divisione del generale Trimble, al comando dei generali James Lane e Alfred Scales, avanzassero a scaglioni proprio sull'ala sinistra per proteggere il fianco della forza d'attacco, ma dai documenti conservati non risultano ordini espliciti in questo senso da parte del comando del I corpo. Il generale Longstreet si limitò invece ad ordinare al generale Trimble di schierare le sue truppe in seconda linea subito dietro la divisione del generale Pettigrew e di seguire l'avanzata di questa formazione. Lo stesso generale Trimble, appena arrivato e in precarie condizioni di salute, non era molto informato degli sviluppi della situazione e dei dettagli tattici. Di conseguenza l'ala sinistra della forza d'assalto era debole e schierata su una sola linea.
Un altro grave errore commesso dal generale Longstreet riguardò l'impiego dell'artiglieria; evidentemente egli non si accertò preliminarmente delle quantità di munizioni disponibili, non organizzò opportunamente il rifornimento dei cannoni e non avvertì il generale Lee di questa mancanza di informazioni riguardo alle disponibilità dell'artiglieria; di conseguenza il colonnello Alexander non aveva a disposizione munizioni sufficienti per un lungo cannoneggiamento né per intervenire in un secondo tempo in caso di necessità. Il generale Lee era poco edotto di questi punti deboli del suo piano e quindi decise di procedere con l'attacco avendo piena fiducia nel successo.

### La grande carica su Cemetery Ridge
(Scambio di frasi tra il generale Armistead, comandante di una brigata della divisione del generale George Edward Pickett e l'alfiere di uno dei suoi reggimenti, poco prima dell'assalto finale alle linee federali su Cemetery Ridge)